# Ermita de Sant Antoni Abat d'Alcoi
L'Ermita de Sant Antoni Abat d'Alcoi és una ermita situada al cim del mont de Sant Antoni, al terme municipal d'Alcoi.

## Edifici
Consta de dos edificis contigus. El més antic és l'ermita original gòtica, amb arcs diafragma i dividida en tres trams. Existeix una mena de porxo a través del qual s'accedeix al seu interior. L'altre edifici més gran és l'ermita nova, construïda al segle xviii, que compta amb una coberta de quatre aigües. El seu interior es divideix en tres trams, el central dels quals és quadrat i està cobert amb una volta bufada. Tot el conjunt es troba envoltat per un ampli espai tancat amb un mur de paredat, on se celebren les festes en honor del sant.

## Protecció
L'11 de juny de 1979 es va resoldre la incoació d'expedient de declaració com a monument historicoartístic d'interés local, però aquest procediment no va ésser conclòs.
Finalment, va ser declarada, de manera genèrica, bé de rellevància local, el 14 de febrer de 2007, data en què entrà en vigor la Llei 5/2007 de modificació de la Llei 4/1998 del Patrimoni Cultural Valencià, la qual reconeixia, en la seua disposició addicional quinta, com a béns de rellevància local, en atenció a la seua naturalesa patrimonial, l'arquitectura religiosa anterior a l'any 1940, entre d'altres.

## Incidències
El 5 de gener de 2013, es denuncia el robatori de la campana de l'ermita, feta de bronze, d'uns 70 kg i que datava de l'any 1909. També s'ha constatat el robatori d'altres ornaments metàl·lics exteriors, com el gnòmon del rellotge solar a la façana i les canalitzacions de coure.